# St. Katharinen (Lenzen)

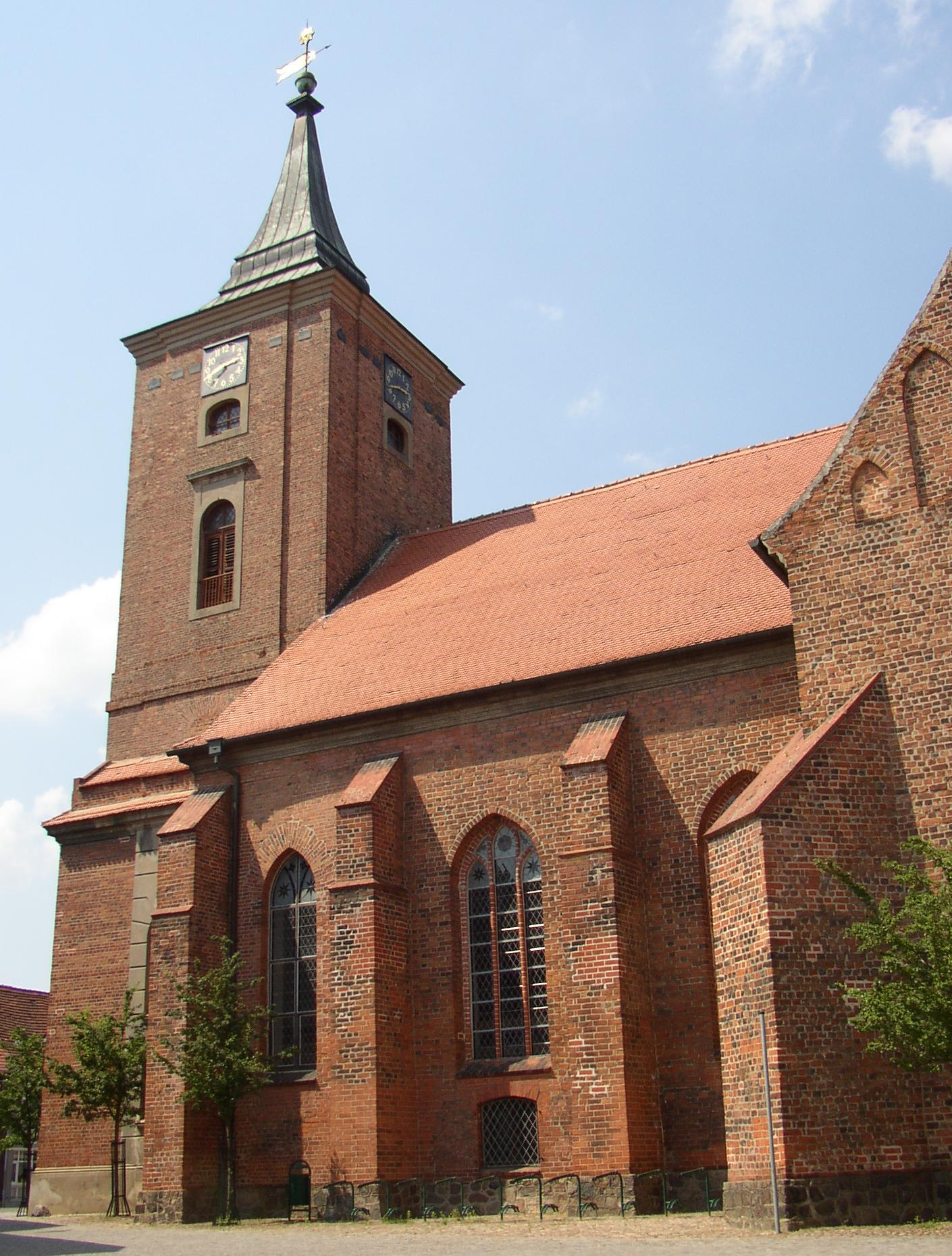
St. Katharinen in Lenzen

Die evangelische Stadtkirche St. Katharinen ist eine gotische Backsteinkirche in Lenzen an der Elbe im Landkreis Prignitz in Brandenburg. Sie gehört zur Kirchengemeinde Lenzen im Pfarrsprengel Lenzen-Lanz-Seedorf im Kirchenkreis Prignitz der Evangelischen Kirche Berlin-Brandenburg-schlesische Oberlausitz und ist eine offene Kirche.

## Geschichte und Architektur

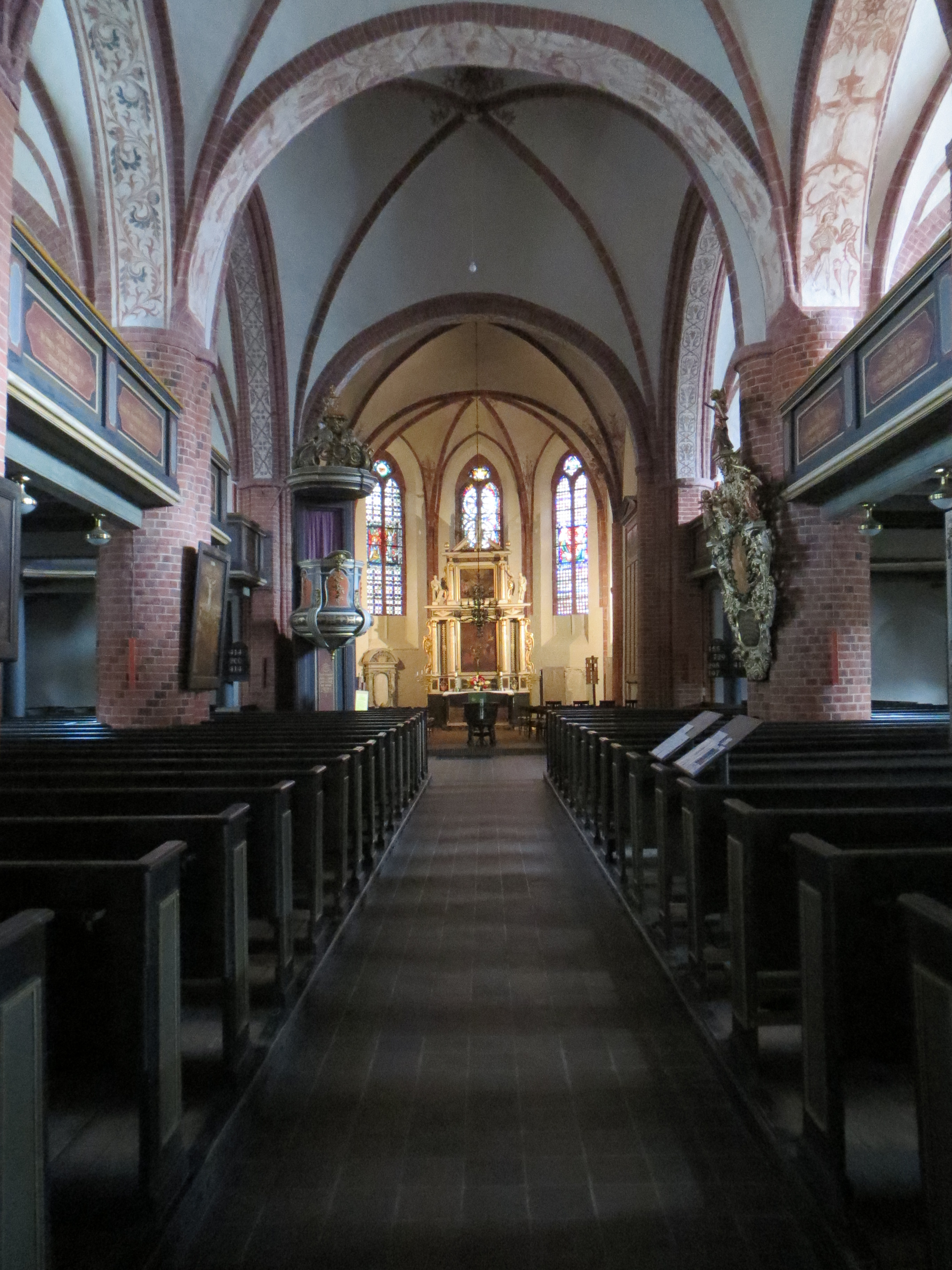
Blick zum Chor

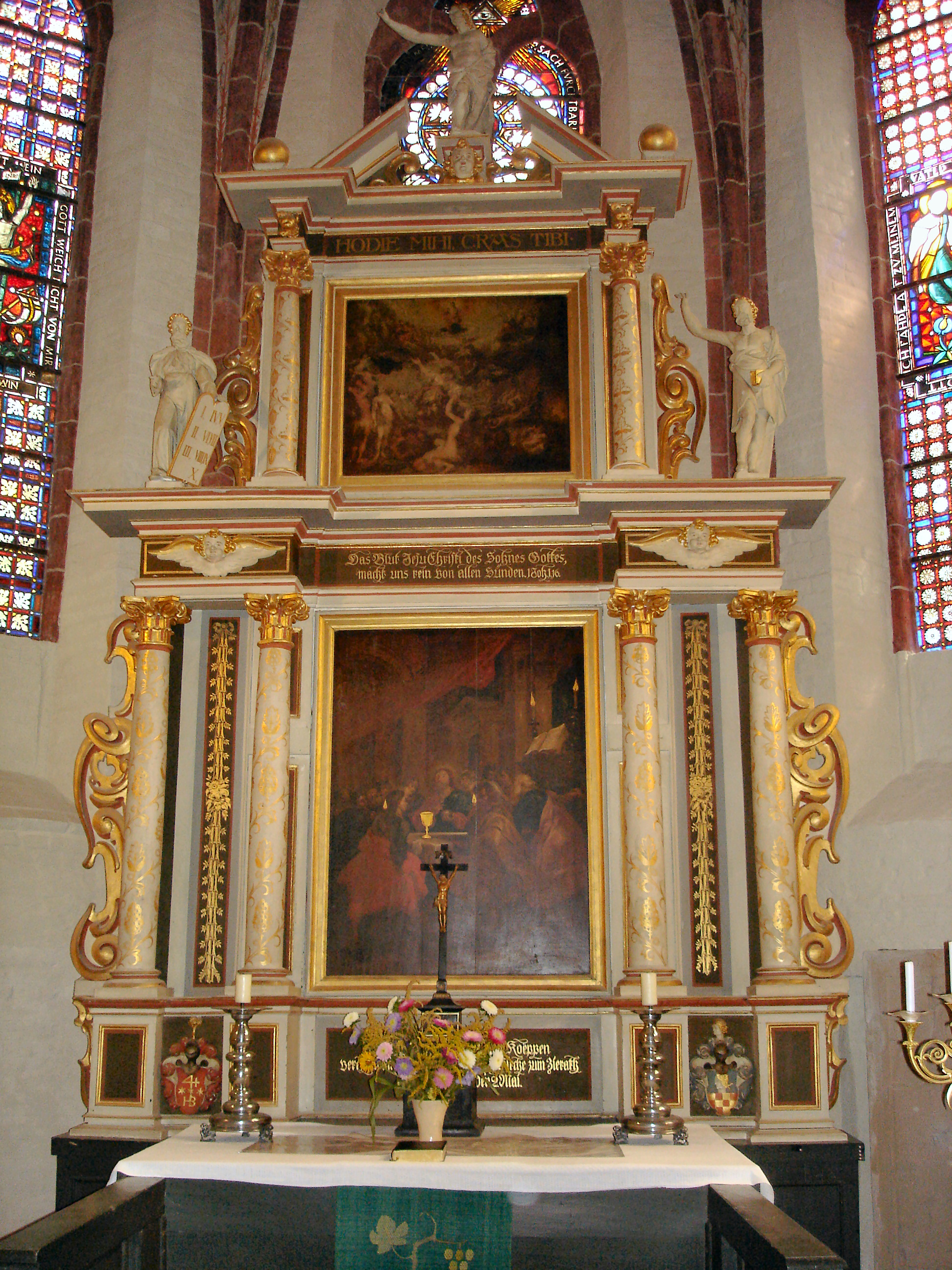
Altar

Die Stadtkirche Lenzen ist eine mehrfach veränderte Hallenkirche der Backsteingotik mit einem dreischiffigen Langhaus, Querschiff und einem Chor mit einem Fünfachtelschluss. Der heutige im Grundriss rechteckige Turm mit quadratischem Aufsatz und Spitzhelm wurde 1760 vollendet. Eine Restaurierung fand 1929 statt. Nach 1990 wurde die Kirche erneut renoviert.
Die Kirche ist innen mit Kreuzrippengewölben auf kreuzförmigen Pfeilern abgeschlossen; die westlichen Vierungspfeiler werden durch je zwei miteinander verschmolzene Rundpfeiler gebildet. Die Kirche besitzt Strebepfeiler an allen Bauteilen außer am nördlichen Querschiff.
Erneuerte Malereien aus der Spätgotik zieren die Gurtbögen der Gewölbe und der Schiffsarkaden. Insgesamt wurde der Raumeindruck durch den Einbau barocker Emporen im 18. Jahrhundert stark verändert.

## Ausstattung
Das Hauptstück der Ausstattung ist ein zweigeschossiger hölzerner Altaraufbau aus dem Jahr 1652 mit Säulen und Gemälden nach Peter Paul Rubens, die das Abendmahl Jesu und das Jüngste Gericht darstellen. Die Kanzel mit geschnitzten Rokoko-Ornamenten stammt von 1759.
Die mittelalterliche Taufe ist ein Bronzeguss von Heinrich Grawert aus Braunschweig aus dem Jahr 1486. Der Kessel wird von vier Figuren der heiligen Katharina auf Löwenköpfen getragen; an der Wandung des Kessels sind die Apostel in zierlichen Arkaden (vergleichbar mit der Taufe der Katharinenkirche Salzwedel) dargestellt.
Auf der nördlichen Querschiffempore befindet sich ein hölzerner Kruzifixus aus dem 18. Jahrhundert. Ein kunstvoller Kronleuchter aus Messing ist durch die Inschrift auf 1656 datiert.
Zahlreiche Epitaphien und Grabsteine ergänzen die Ausstattung. Zu nennen ist ein Epitaph für Ernst Friedrich Hoffmann († 1706) mit gemaltem Porträtmedaillon gerahmt mit reichgeschnitztem Akanthusornament. Zwei weitere kleinere Epitaphien entstammen dem 17. Jahrhundert. Weiter sind drei Grabsteine zu erwähnen, darunter einer für Magdalena Tuchscher († 1595) mit der Darstellung eines Kindes, ein weiterer für den Amtmann Tuchscher († 1796) mit einem Brustbild in Flachrelief sowie für Anna Grieben († 1612) mit lebendiger Darstellung der Verstorbenen als Kniestück und einer Kartusche mit dem Bibelvers Hi 19,25 .

## Epitaph für Elias Stryke

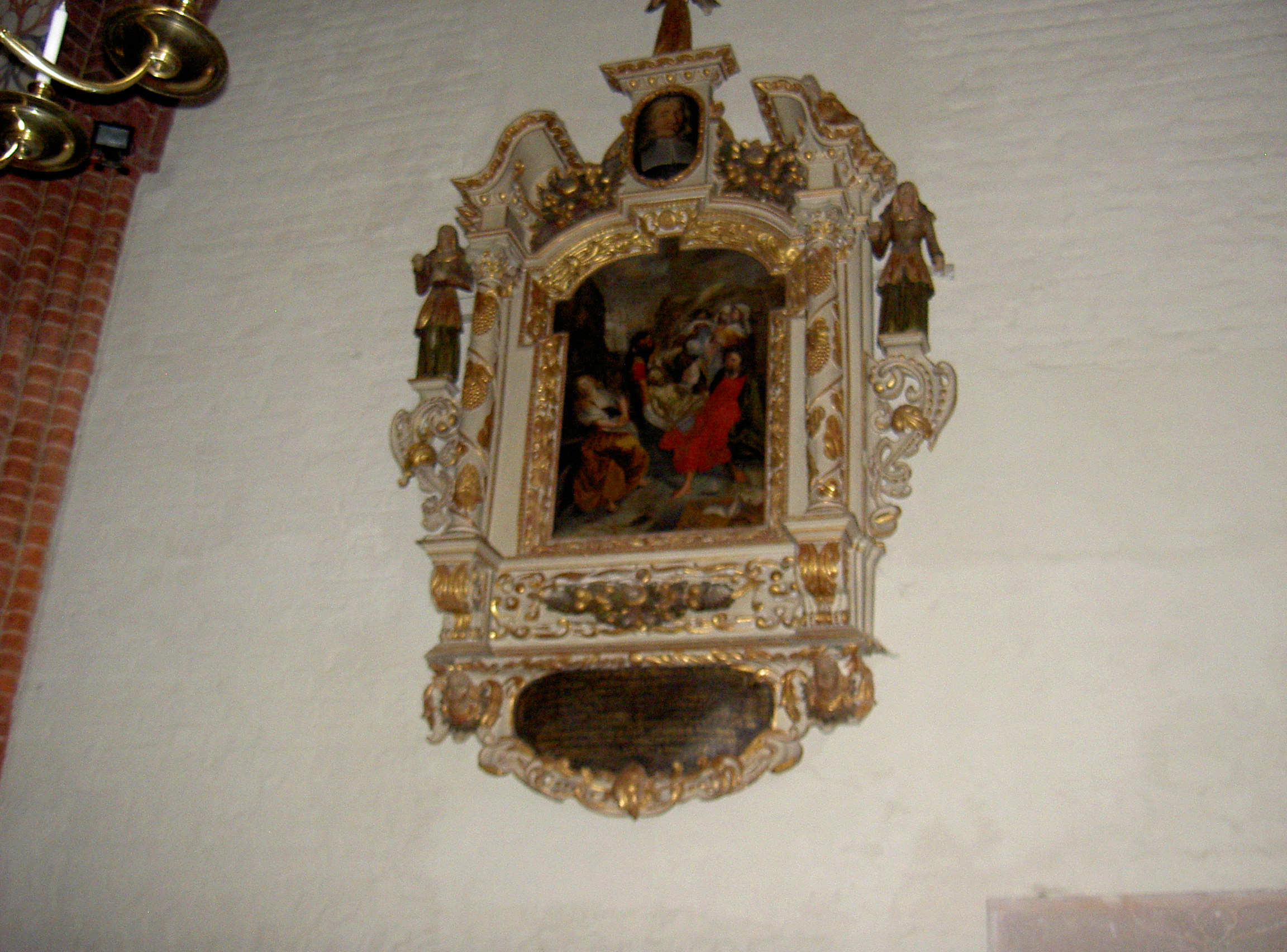
Epitaph für Elias Stryke

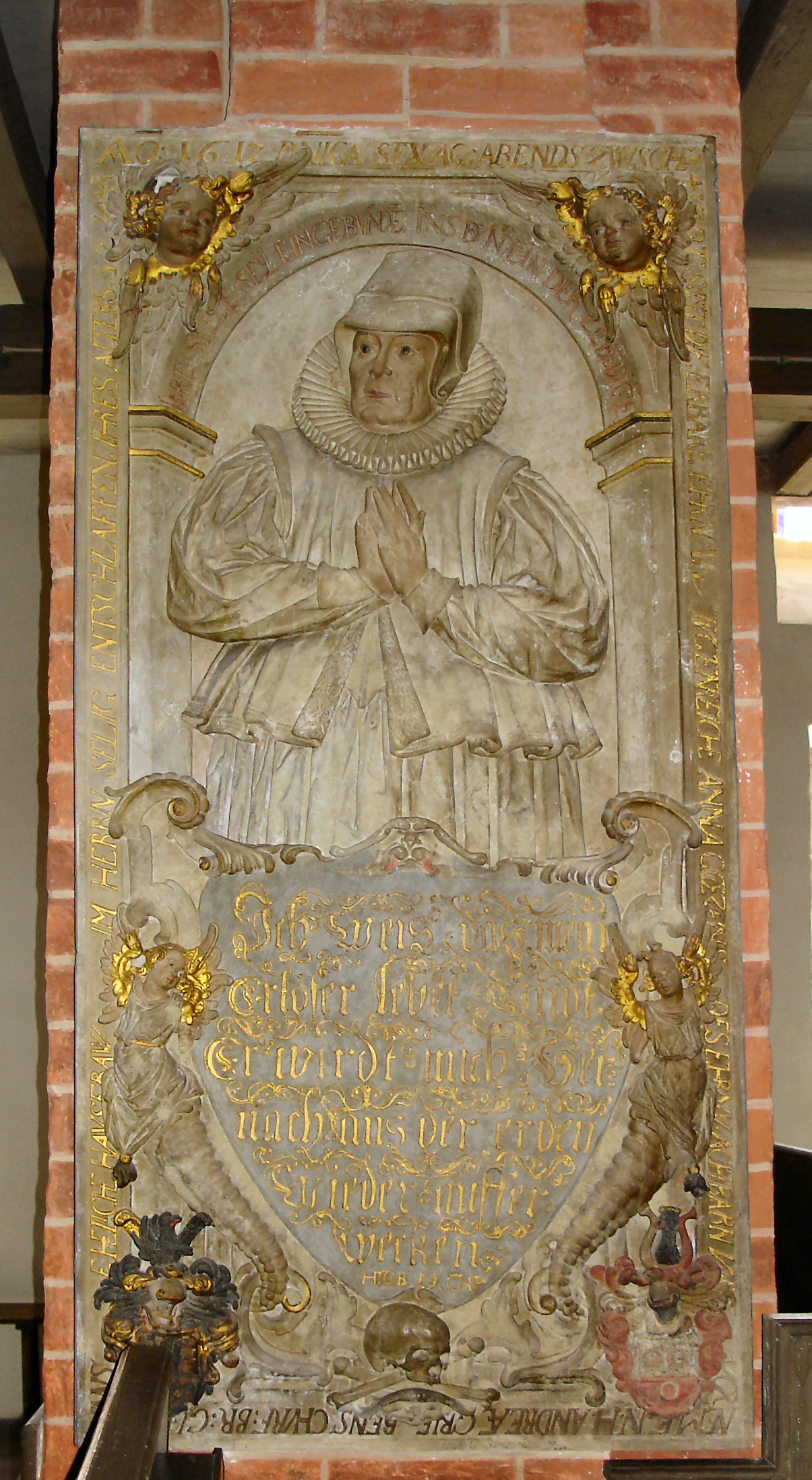
Epitaph für Anna Grieben

An der Chornordwand erinnert ein Epitaph an den „Churfürstlichen Brandenburgischen Amtmann, Zoll und Licent Einnehmer“ Elias Stryke, der am 6. Februar 1677 starb. Es besteht aus einem säulenförmigen Aufbau, der mit Putten, Trauben und Laubwerk verziert ist. Seitlich sind die Tugenden Justitia und Prudentia abgebildet, darüber drei Engelsfiguren. Das Hauptgemälde ist 133 cm hoch und 84 cm breit. Es zeigt die Grablegung Christi. Oberhalb befindet sich ein Bildnis des Verstorbenen, unterhalb eine Schriftkartusche, die sein Wirken beschreibt, aber auch darauf hinweist, dass es sich bei dem Epitaph um eine Stiftung seiner Söhne und Töchter vom 18. Oktober 1678 handelt.
Rudolf Bönisch berichtet in einem Artikel in der Broschüre Offene Kirchen des Förderkreises Alte Kirchen Berlin-Brandenburg von einigen Auffälligkeiten an dem Gemälde. So ist auf dem Bild ein jüngerer Mann mit einem roten Kleid und einem grünen Umhang zu sehen, mit dem üblicherweise Johannes gekennzeichnet wird. Allerdings stehen im Hintergrund drei Personen, von denen eine üblicherweise ebenfalls Johannes sein müsste. Er steht bei Maria und hatte vor der Kreuzigung noch mit ihr gesprochen. Weiterhin auffällig ist Maria Magdalena, die im linken Vordergrund des Gemäldes zu sehen ist. Sie versperrt den drei Männern den Weg und lenkt so die Blicke auf sich. Bönisch weist darauf hin, dass die Figur aus dem Kupferstich von Egidius Sadeler entlehnt sei, der sich wiederum an einem Gemälde von Federico Barocci orientiert habe. In dem Stich ist die Farbzuordnung für Maria und Johannes zweifelsfrei; Maria kniet in dem Gemälde an der rechten Seite und macht den Weg frei für den Transport des Leichnams. Magdalena hingegen wurde aus einem Gemälde entlehnt, das Lucas Vorsterman schuf und unter anderem unter dem Titel Maria Magdalena mit einer Gefährtin bekannt ist. Das Werk aus den Jahren 1622/1623 orientierte sich an dem Gemälde Rubens Reuige Magdalena und ihre Schwester Maria aus der Zeit um 1620. Es zeigt unter anderem Magdalena, die mit ihrem linken Fuß als Zeichen ihrer Reue eine Schmuckkassette umgestoßen hat. Bönisch zeigt auf, dass diese Entlehnung einer anderen Figur in der Kunstgeschichte durchaus üblich sei; auch findet sich die reuige Magdalena in anderen Kirchen. Es kann sich somit nicht um einen Wunsch des Stifters gehandelt haben, sondern, so Bönisch weiter, muss dem „künstlerischen Zeitgeist oder (der) religiösen Bedeutung“ entsprechen, die der Magdalena zu dieser Zeit zugeschrieben wurde. Somit sei auch klar, warum das umgestoßene Schmuckkästchen auf der Grablegungsszene nicht mit übernommen wurde. Bönisch schließt seine Ausführungen mit den Worten: „Der Besucher der Lenzer Stadtkirche sieht auf dem Epitaph im Chorraum somit etwas, was der Maler nicht gemalt hat“.

## Orgel

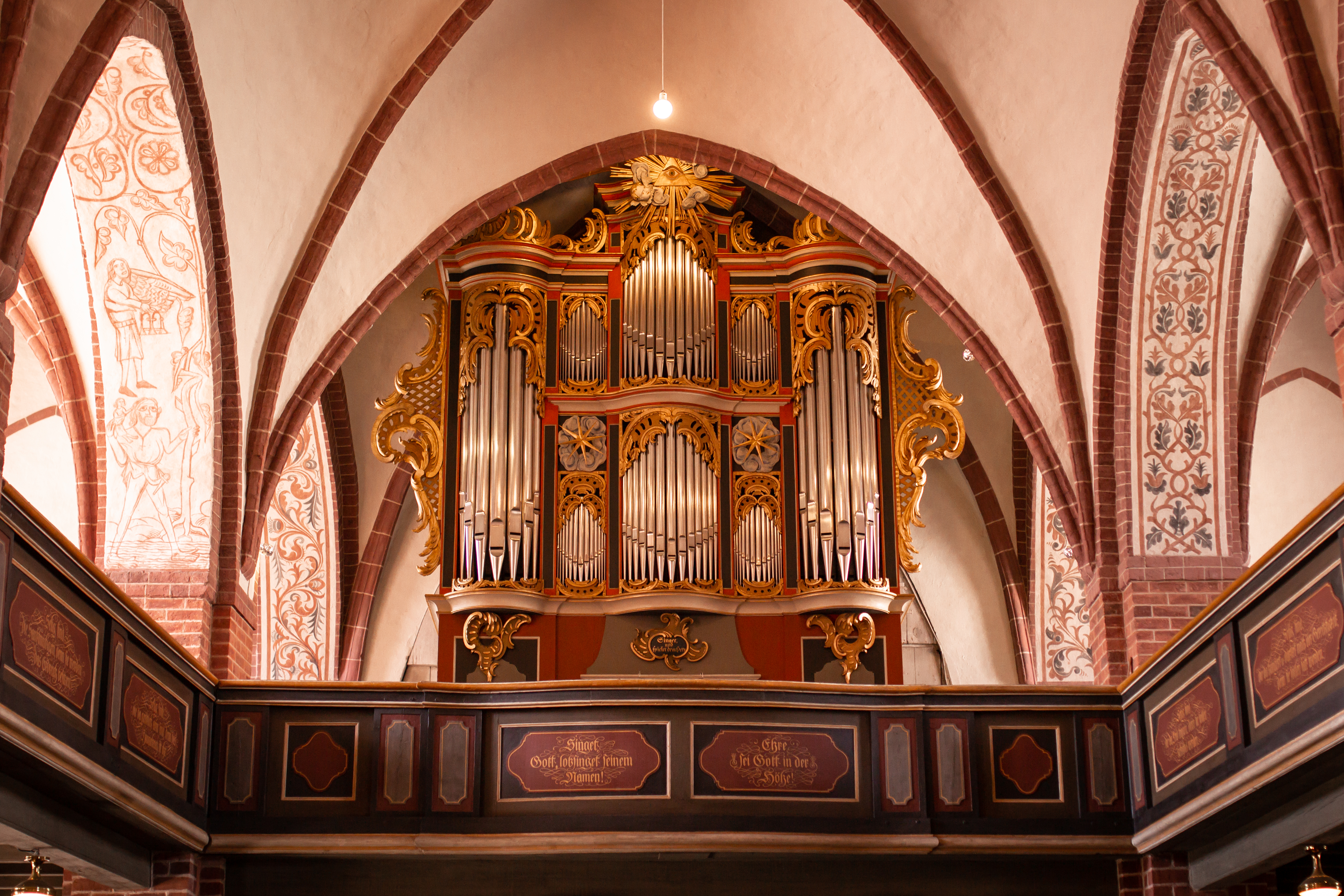
Prospekt der Scholtze-Orgel

1747 wurde durch die Gemeinde Lenzen aus Hamburg-St. Georg eine 1707/08 von Arp Schnitger gebaute Orgel angekauft. Nach einem Turmeinsturz im Jahr 1751 musste die Orgel durch Gottlieb Scholtze 1759 neu gebaut werden; dabei blieben einige Register aus vorherigen Orgeln von Hans Scherer dem Jüngeren und Arp Schnitger erhalten. Die Orgel wurde 2005–2007 durch die Firma Orgelbau Reinhard Hüfken restauriert und besitzt 27 Register auf zwei Manualen und Pedal. Die Disposition lautet:
| I Manual CD–c3 |     |
| Bordun         | 16′ |
| Principal      | 8′  |
| Rohrflöte      | 8′  |
| Octave         | 4′  |
| Quinte         | 3′  |
| Octave         | 2′  |
| Sifflöte       | 2′  |
| Cornet III     |     |
| Scharf IV      |     |
| Cimbel III     |     |
| Trompet        | 8′  |

| II Manual CD–c3 |       |
| Gedackt         | 8′    |
| Quintaden       | 8′    |
| Principal       | 4′    |
| Rohrflöte       | 4′    |
| Nassad          | 3′    |
| Octave          | 2′    |
| Quinte          | 1 ⁄2′ |
| Flagiolett      | 1′    |
| Mixtur III      |       |
| Vox humana      | 8′    |

| Pedal CD–c1 |     |
| Subbaß      | 16′ |
| Octave      | 8′  |
| Octave      | 4′  |
| Mixtur IV   |     |
| Posaune     | 16′ |
| Trompete    | 8′  |

Nebenregister
- Tremulant (I)
- Schwebung (II)
- Cuppel II/I rechts
- Cuppel II/I links
- Sonnenzug
- Sperrventil Manual
- Sperrventil Oberwerck
- Sperrventil Pedal